# Ton Diepeveen
Ton Diepeveen (ur. 27 sierpnia 1957 w m. Veenendaal) – holenderski polityk i menedżer, poseł do Parlamentu Europejskiego X kadencji.

## Życiorys
Z wykształcenia prawnik, absolwent Uniwersytetu Erazma w Rotterdamie. Zawodowo związany z sektorem prywatnym, został dyrektorem w spółce prawa handlowego zajmującej się przeciwdziałaniom nadużyciom. Zaangażował się w działalność polityczną w ramach Partii Wolności, był pracownikiem frakcji PVV w Tweede Kamer. W latach 2019–2024 zasiadał w radzie prowincji Geldria, przewodniczył frakcji radnych swojej partii. W wyborach w 2024 z uzyskał mandat deputowanego do Europarlamentu X kadencji (gdy Geert Wilders zrezygnował z jego objęcia).